# Sågtång
Sågtång (Fucus serratus) är en fastsittande brunalg som finns längs hela Sveriges västkust och även i södra Östersjön (till strax norr om Gotland). Bålen är gaffelartat förgrenad men saknar helt flytblåsor (jmf. blåstång). I saltvatten kan den bli upp mot 1 meter, medan den i Östersjöns bräckta vatten blir lägre, dryga halvmetern vid Falsterbonäset till endast ca. 30 cm vid Gotland. Tätast bestånd finns ofta på 1–5 meters djup. Liksom hos andra brunalger kommer den bruna färgen från karotenoiden fukoxantin.

## Livscykel
I likhet med andra Fucus-arter som blåstång (och även oss människor och andra djur) har sågtång en diplontisk livscykel (gametisk meios): de enda celler som är haploida är könscellerna (gameterna), d.v.s. ägg och spermier. Själva plantan däremot är alltid diploid, d.v.s. har dubbel kromosomuppsättning. Reproduktionen sker på vintern.